# Tipula (Lunatipula) penicillata
Tipula (Lunatipula) penicillata is een tweevleugelige uit de familie langpootmuggen (Tipulidae). De soort komt voor in het Nearctisch gebied.